# Chelonarium kurosawai
Chelonarium kurosawai is een keversoort uit de familie Chelonariidae. De wetenschappelijke naam van de soort is voor het eerst geldig gepubliceerd in 2001 door Sato.